# Zoot Money
George Bruno Money, mais conhecido como Zoot Money (Bournemouth, 17 de julho de 1942 – 8 de setembro de 2024) foi um tecladista e organista britânico, mais conhecido por ter sido integrante da banda Big Roll Band.